# Sulphur Springs, Texas
Sulphur Springs là một thành phố thuộc quận Hopkins, tiểu bang Texas, Hoa Kỳ. Năm 2010, dân số của xã này là 15449 người.

## Dân số
- Dân số năm 2000: 14551 người.
- Dân số năm 2010: 15449 người.